# Sabella (ver)
Pour les articles homonymes, voir Sabella.
Genre
Sabella (les sabelles) est un genre de vers annélides polychètes marins appartenant à la famille des Sabellidae. 

## Description et caractéristiques
Ces vers sont sédentaires et tubicoles. Ils capturent de l’oxygène et leur nourriture grâce à leur couronne tentaculaire qui est constituée de branchies hypertrophiées rassemblées en panache. La couronne s'ouvre sur la bouche et peut être très colorée. Les tentacules sont couverts d'un épithélium constitué de cellules muqueuses et portent des zones ciliées. Ils créent des courants qui permettent d'amener les particules alimentaires en suspension vers la bouche. La couronne peut se rétracter dans le tube en réponse à divers signaux : vibration, lumière, mouvement.
Le corps des sabelles est mou et métamérisé. Il ne sort jamais du tube construit avec un mélange de sédiments et de mucus. Le système circulatoire est entièrement clos.

## Habitat
Ces invertébrés vivent enfoncés dans la vase, le sable ou au sein des herbiers de Zostères ou de Posidonies.

## Liste d'espèces
Selon World Register of Marine Species (2 septembre 2014) :
- Sabella aculeata Gmelin in Linnaeus, 1788
- Sabella amaeana Johnston, 1833
- Sabella ammonita Gmelin in Linnaeus, 1788
- Sabella arenaria Montagu, 1803
- Sabella arundinacea Gmelin in Linnaeus, 1788
- Sabella brevibarbis Grube, 1860
- Sabella calamus Renier, 1847
- Sabella chloraema Williams, 1851
- Sabella clavata Gmelin in Linnaeus, 1788
- Sabella compressa Montagu, 1803
- Sabella conica Gmelin in Linnaeus, 1788
- Sabella corticalis Gmelin in Linnaeus, 1788
- Sabella crispa Krøyer, 1856
- Sabella cucullus Quatrefages, 1866
- Sabella curta Montagu, 1803
- Sabella denudata Delle Chiaje, 1841
- Sabella dimidiata Gmelin in Linnaeus, 1788
- Sabella discifera Grube, 1874
- Sabella fallax Quatrefages, 1866
- Sabella fidelia Krøyer, 1856
- Sabella filialghifera Chiereghini in Siebold, 1850
- Sabella fixa Gmelin in Linnaeus, 1788
- Sabella flabellata Savigny in Grube, 1850
- Sabella fragilis Grube, 1863
- Sabella fusca Grube, 1870
- Sabella gracilis Grube, 1840
- Sabella grossa Baird, 1865
- Sabella helicina Gmelin in Linnaeus, 1788
- Sabella hospita Williams, 1859
- Sabella hystricis McIntosh, 1916
- Sabella imberbis Grube, 1863
- Sabella intermedia Quatrefages, 1866
- Sabella judica Savigny, 1822
- Sabella kroyeri Quatrefages, 1866
- Sabella lamyi Gravier, 1906
- Sabella latisetosa Grube, 1840
- Sabella marsupialis Gmelin in Linnaeus, 1788
- Sabella melanochlora Schmarda, 1861
- Sabella membranacea Renier, 1804
- Sabella mossambica Peters, 1854
- Sabella muelleri Krøyer, 1856
- Sabella neapolitana Iroso, 1921
- Sabella negate Bosc in Quatrefages, 1866
- Sabella nigra Gmelin in Linnaeus, 1788
- Sabella norwegica Gmelin in Linnaeus, 1788
- Sabella nuda Wagner, 1832
- Sabella nudicollis Krøyer, 1856
- Sabella occidentalis Baird, 1865
- Sabella pacifici Grube, 1859
- Sabella pavonina Savigny, 1822 — Sabelle paon
- Sabella pottaei Quatrefages, 1866
- Sabella pottoei Quatrefages, 1866
- Sabella pumilio Krøyer, 1856
- Sabella punctulata Haswell, 1884
- Sabella pusilla Johansson, 1922
- Sabella ramosa Olivi, 1792
- Sabella rectangula Gmelin in Linnaeus, 1788
- Sabella ringens Linnaeus, 1767
- Sabella rudis Pennant, 1777
- Sabella sabulosa Gmelin in Linnaeus, 1788
- Sabella samoensis Grube, 1870
- Sabella sarsi Krøyer, 1856
- Sabella scabra Linnaeus, 1767
- Sabella scoparia Grube, 1870
- Sabella scruposa Linnaeus, 1767
- Sabella secusolutus Hoagland, 1920
- Sabella setiformis Montagu, 1803
- Sabella sosias Krøyer, 1856
- Sabella southerni McIntosh, 1916
- Sabella spallanzanii (Gmelin, 1791) — Spirographe
- Sabella spirobranchia Zachs, 1933
- Sabella stagnalis Gmelin in Linnaeus, 1788
- Sabella subcylindrica Montagu, 1803
- Sabella teredula Chiereghini in Siebold, 1850
- Sabella tricolor Grube, 1878
- Sabella trigona Chiereghini in Siebold, 1850
- Sabella uncinata Gmelin in Linnaeus, 1788
- Sabella vegetabilis Gmelin in Linnaeus, 1788
- Sabella ventilabrum Savigny in Lamarck, 1818
- Sabella verticillata Quatrefages, 1866
- Sabella zonalis Stimpson, 1854

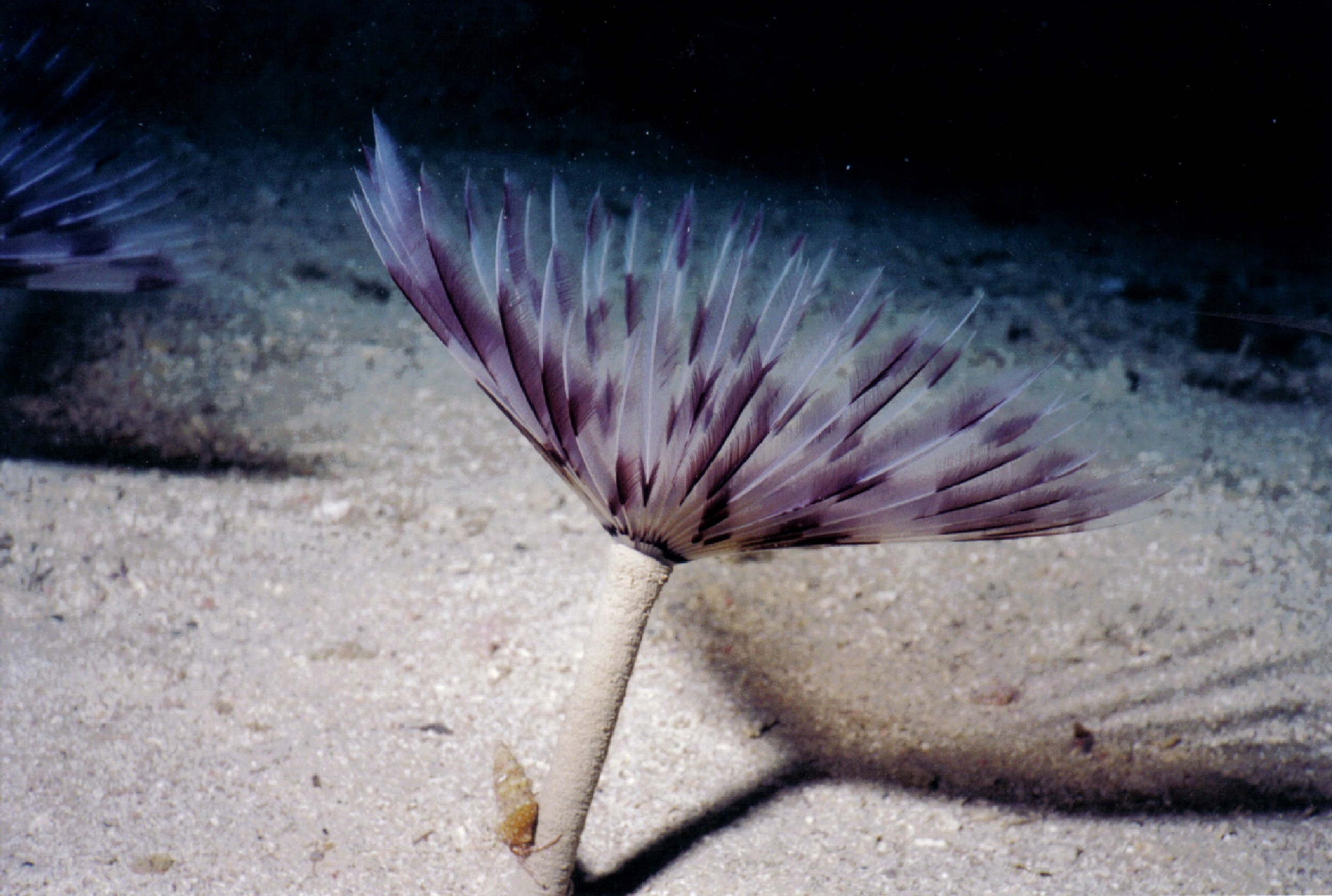
Sabella pavonina
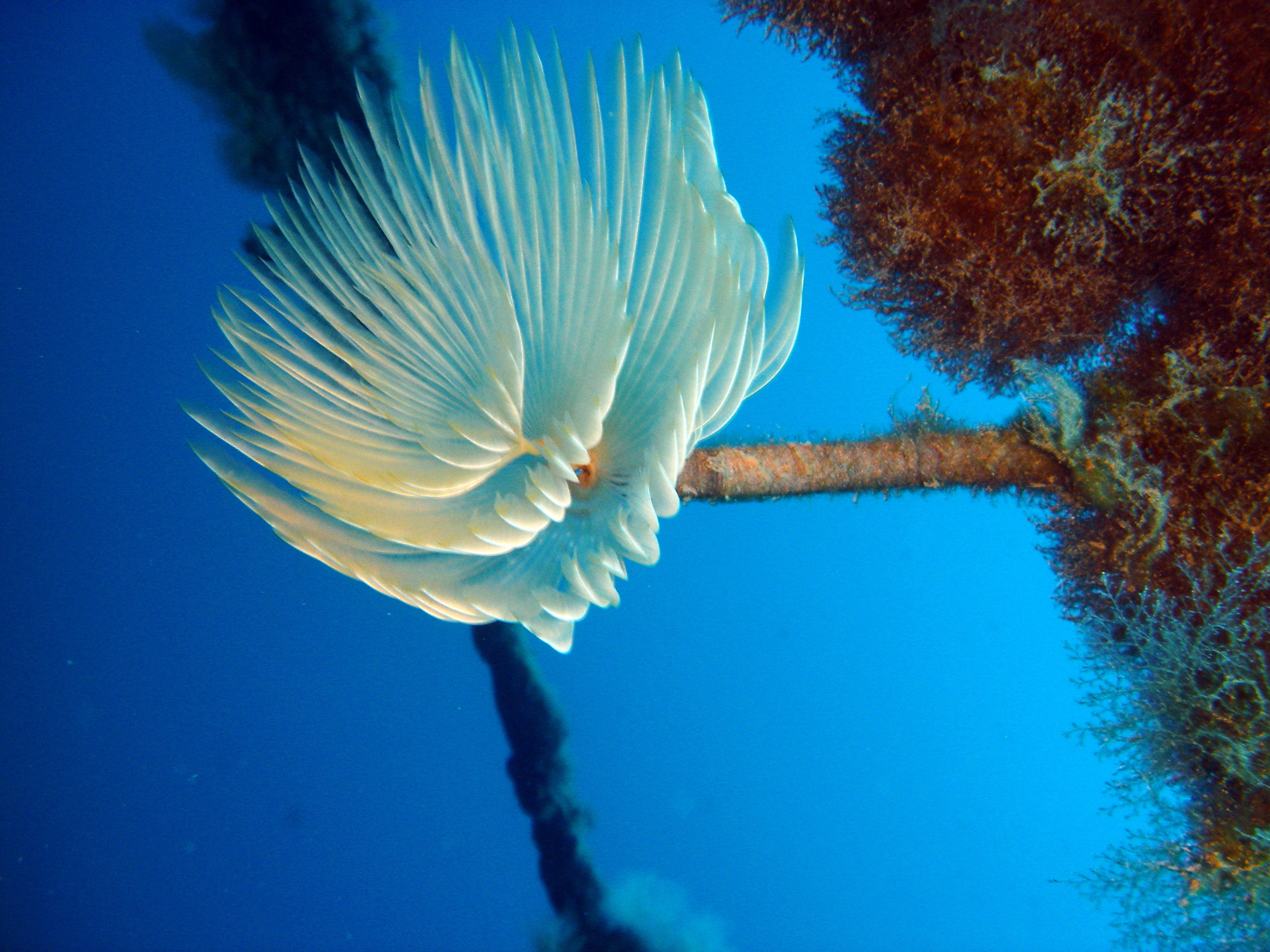
Sabella spallanzanii
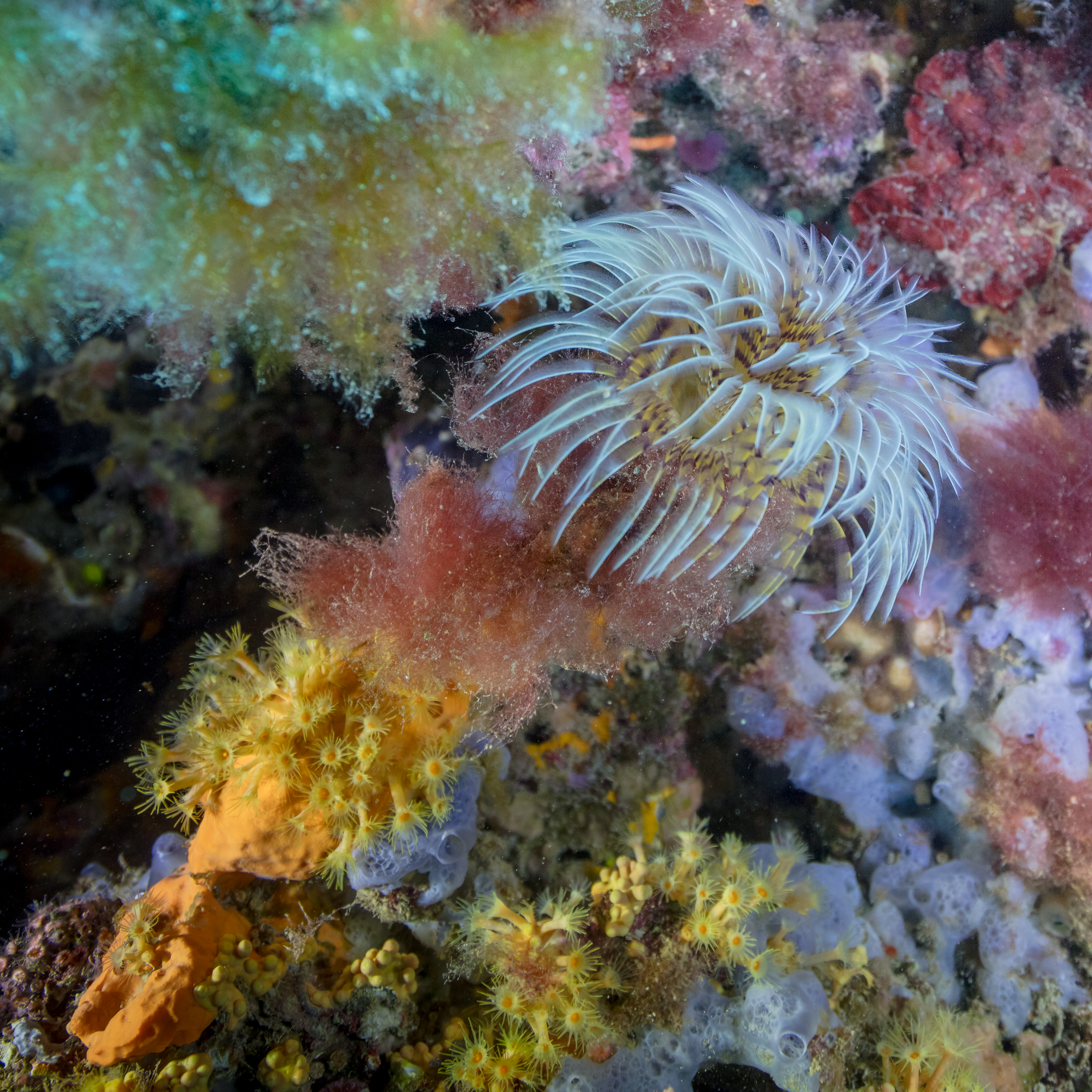
Sabella discifera
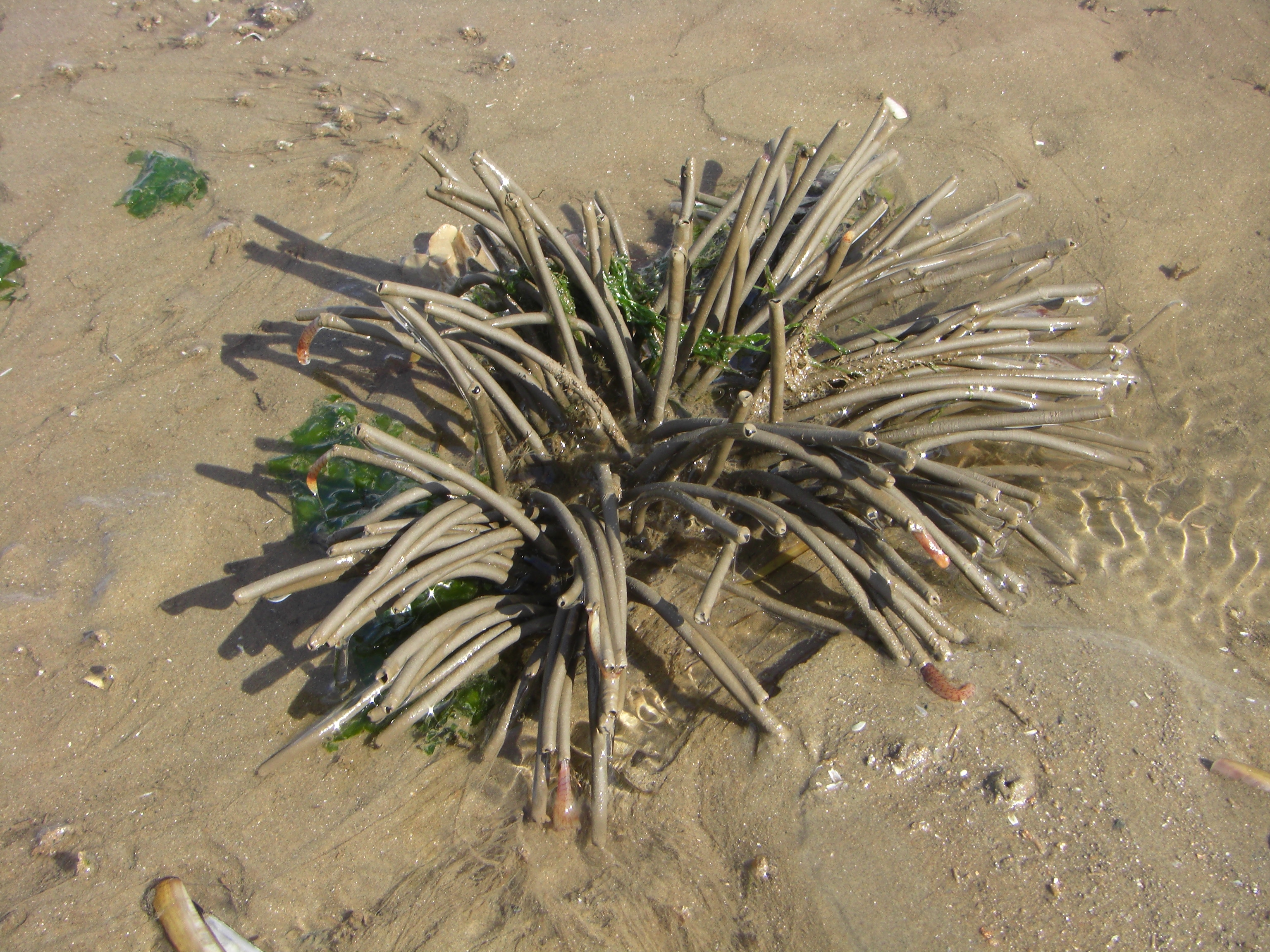